# Dryopsophus loricus
Espèce
Synonymes
- Litoria lorica Davies & McDonald, 1979

Statut de conservation UICN

 CR D : 
En danger critique
Dryopsophus loricus est une espèce d'amphibiens de la famille des Pelodryadidae.

## Répartition

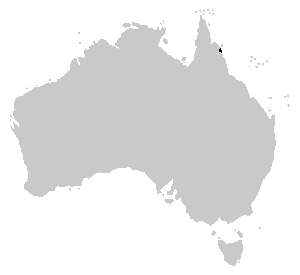
Distribution.

Cette espèce est endémique du Queensland en Australie. Elle se rencontre à Roaring Meg Creek, Alexandra Creek et Hilda Creek dans le parc national du Cape Tribulation et à Roaring Meg Cascades et Mossman Bluff Creek dans le parc national de Daintree entre 640 et 1 000 m d'altitude dans les monts Thornton ce qui représente 120 km2.

## Description
Les mâles mesurent de 29,6 à 33,1 mm et les femelles de 32,9 à 37,3 mm.
Elle est de couleur grise ou gris-brun sur le dos et blanche sur la face ventrale. La peau est rugueuse sur le dos, les paupières et le tympanum. Les doigts des pattes antérieures sont à moitié palmés et le sont totalement sur les pattes postérieures, avec des disques bien développés. Le tympanum est petit et peu visible, avec une absence de sac vocal.
Les mâles possèdent des coussinets noirs en forme de crochets sur les pouces des pattes, permettant une meilleure préhension de la femelle en période nuptiale.

## Éthologie
Cette petite grenouille nocturne vit dans des criques et rivières à fort débit situées dans la forêt tropicale du Queensland en Australie. Le chant de Litoria lorica n'est pas connu, mais est supposé être similaire à celui de l'espèce voisine Litoria nannotis.

## Taxon Lazare
L'espèce est un exemple de taxon Lazare : on la croyait éteinte depuis 1991, date de sa dernière observation, à la suite d'une épidémie de mycose, elle a été observée en 2008 par des zoologistes qui ont confirmé son identification par des tests ADN.

## Publication originale
- Davies & McDonald, 1979 : A new species of stream-dwelling hylid frog from northern Queensland. Transactions of the Royal Society of South Australia, vol. 103, p. 169-176[4].